# Langage SMS

« Bonjour, ça va ? » écrit en langage SMS.

Le langage SMS, ou langage texto, est un sociolecte écrit qui modifie les caractéristiques orthographiques, voire grammaticales, d'une langue afin de réduire sa longueur, dans le but de ne pas dépasser le nombre de caractères autorisé par les messages SMS (Short Message Service), ou dans le but d'accélérer la saisie de l'énoncé sur le clavier numérique d'un téléphone.
La réduction de la longueur des messages électroniques est apparue avec la banalisation des technologies de l'information et de la communication au cours des années 1990, et ce n'est qu'avec l'arrivée des SMS, qu'une appellation lui a été associée.
L'appellation « langage SMS » désigne ainsi, par extension, l'usage de ce type de langage lors d'échanges sur Internet par messagerie instantanée ou courrier électronique, sur les forums Internet et les blogs, ou encore dans les jeux en réseau. L'utilisation du langage SMS sur un autre média qu'un clavier téléphonique est par ailleurs très controversée.

## Histoire
L'abréviation remonte au développement de l'écriture (voir les codes scribes, les pièces de monnaie, etc.), mais à l'ère des communications modernes, rapides et populaires elle est ébauchée dans les télégrammes (le « style télégraphique ») ou encore les petites annonces facturées à la lettre. 
Le même système d'abréviations est utilisé dans les salons de discussion du Minitel. 
Les premiers SMS n’autorisaient que 160 caractères et chaque message envoyé était facturé par l'opérateur téléphonique. D'autre part la création de messages était parfois rendue difficile par  les claviers peu ergonomiques, toutes ces raisons ont conduit à la création d'un langage plus économique pour ce nouveau média.

## Caractéristiques
Le langage SMS combine plusieurs procédés pour raccourcir les phrases et les mots :
- l'abréviation : lgtps, tt, pr, tfk, slt ; la plupart des voyelles sont écartées, certaines consonnes sont également retirées (en particulier celles formant les voyelles nasales), mais le mot reste plus ou moins lisible et compréhensible (respectivement longtemps, tout, pour, tu fais quoi, salut) ;
- la phonétique : koi, jamè, grav, eske ; il faut prononcer les syllabes normalement pour reconstituer le mot d'origine (respectivement quoi, jamais, grave, est-ce que) ;
- le rébus typographique : 2m1, bi1, koi 2 9, gt, mrc (respectivement demain, bien, quoi de neuf, j'étais, merci) ;
- l'épelure, résultat de l'épellation des lettres d'un mot. Valeur épellative des lettres, des chiffres et des caractères : G pour « j'ai », C pour « c'est », NRJ pour « énergie », a12c4 pour « À un de ces quatre ». Le procédé vient de l'anglais (R pour « are », U pour « you », Y pour "why"), langue dans laquelle ce procédé n'est pas l'exclusivité des jeunes. Ainsi dans le langage de programmation de Matlab, « convertir un nombre (number) en texte brut (string) » se dit num2str, le « 2 » se lisant to, « vers » ;
- utilisation de mots anglais plus courts (today pour aujourd'hui, now pour maintenant, etc.).

Le langage SMS répondait originellement à la limitation à environ 160 caractères des messages SMS entre téléphones mobiles (le dépassement du nombre autorisé de caractères rend l'envoi du message plus cher par multiplication des messages) et de la limitation à dix touches du clavier alphanumérique.

## Langage SMS et argot Internet
Une partie du langage SMS est issue des abréviations déjà utilisées sur IRC ou sur les messageries instantanées. Il s'est enrichi avec son utilisation sur d'autres canaux de transmission par un nombre croissant de personnes.
Le langage SMS diffère toutefois du langage utilisé sur Internet par plusieurs aspects :
- le langage SMS peut remplacer un mot par un équivalent phonétique comprenant autant de caractères mais plus rapides d'accès : « moi » devient « mwa » car M, W et A sont les lettres apparaissant en priorité en appuyant sur les touches correspondantes, alors que O et I sont troisièmes : il faut donc appuyer sur trois touches pour écrire « mwa », contre sept et une pause pour « moi ». Ce genre de transformation est sans intérêt quand on utilise un ordinateur, O et I étant des touches plus accessibles que W sur les claviers AZERTY ;
- un point à la fin d'un SMS peut être interprété comme un manque de sincérité[4],[5].

À l'inverse, le langage d'internet emploie plusieurs procédés peu courants avec des téléphones mobiles :
- de nombreux sigles de l’argot internet n’ont de sens qu'en tant que repartie, comme « lol » (“laughing out loud” ou bien “lots of laughter”), « dtc » (dans ton cul) ou « ctb » (comme ta bite). Ils sont donc la quasi-exclusivité des clavardages (“chats”) ;
- les émoticônes nécessitent des caractères autres que les chiffres et les lettres. Ils sont donc peu utilisés pour les SMS, car plus difficiles d’accès, la tendance dans les SMS étant plutôt à éliminer la ponctuation.

## Exemples
Le langage SMS est essentiellement dérivé de la communication verbale et a donc pour caractéristique de posséder une syntaxe et un vocabulaire propres, différents du langage écrit « standard ». L'exemple suivant illustre cependant les principes de formation du langage.
Soit le texte suivant (331 caractères) :

« La linguistique par ordinateur pourrait tirer profit d'une langue abrégée à la fois dans sa syntaxe et ses matériaux - non seulement du point de vue de la mémoire - mais surtout du point de vue de l'analyse algorithmique du langage humain, la particularité d'une langue abrégée étant de supprimer ou de contourner les idiomatismes. »

Application de la suppression des caractères inutiles
On supprime toutes les espaces et on met une majuscule à chaque mot pour faciliter la lecture. Ce type de langage SMS est un des plus compressant tout en restant assez lisible pour une personne qui ne serait pas habituée. C'est aussi la façon de compresser les phrases de la plupart des étrangers écrivant un SMS en langage SMS français (mais elle se limite généralement à la suppression des espaces, ce qui donne déjà un bon taux de compression).
Ce qui donne :

« LaLinguistiqParOrdinateurPouraiTirerProfiDUneLangAbrégéÀLaFoiDanSaSyntaxEtSesMatériau -NonSeulmntDuPoinDVuDLaMémoir- MaiSurtouDuPoinDVuDLAnalyseAlgoritmiqDuLangageHumain,LaParticularitéDUneLangAbrégéÉtanDSuprimerOuDContournerLesIdiomatism. »

— 239 caractères. La phrase a ainsi été compressée de 28 %.
Application de la phonétisation
On applique une étape de phonétisation qui remplace les phonèmes par des raccourcis, ce qui donne : 

« La l1g8stik par ordinateur pourè tiré profi d1 langaj abrégé a la foi ds sa sintax é c matério - non selman du po1 dvu dla mémoir - mè surtou du pt dvu dlanaliz algoritmik du langaj Um1, la partiQlarité d1 lang abrégé étan dsuprimé ou dcontourné lé idiomatism. »

— 260 caractères. Le texte final est plus court de 21 %.
Application de la phonétisation et du rébus typographique
On remplace des sons par une seule lettre en fonction de sa prononciation lorsque l'on énumère l'alphabet. Par exemple, « té » est remplacé par « T », ce qui donne : 

« La l1g8stik / ordinateur pourè tiré profi d'1 lang abréG à la x ds sa s1tax é C maTrio - non slmt du . 2 vu 2 la mémoir - mè surtt du . 2 vu 2 l'analiz algoritmik du langaj um1, la partiQlariT d'1 lang abréG étan 2 supprimé ou 2 contourné léz idiomatism. »

— 254 caractères. La nouvelle phrase n'est pas beaucoup plus courte que la précédente. Plus courte que l'originale de 23 %.
Autre exemple de phonétisation « À un de ces quatre » (18 caractères) peut devenir « à12C4 » (5 caractères) ce qui donne une compression de 3,6 pour 1.
Application de la phonétisation, du rébus typographique et de l'abréviation
On peut compresser encore le texte grâce à des abréviations. Le texte devient nettement moins compréhensible. La manière d'abréger dépend des utilisateurs et du « style » SMS adopté. Des utilisateurs peuvent convenir de certains codes. Souvent, seuls les utilisateurs assez expérimentés comprennent.

« Lngk pr ordi pov7 tir pft du lng abr al fs ds sn sytx & sn matr# - nn slmt ptdv mmr - ms srtt ptdv algo spc a lngg hm, 1prtk lng abr = 8:supr o ktrn idiom# »

— 156 caractères. Écrite ainsi, le taux de compression atteint les 53 % pour cette phrase.
Ces types de codages utilisent les mêmes techniques que celles du leet speak.

## Intérêt pour le langage SMS et controverses

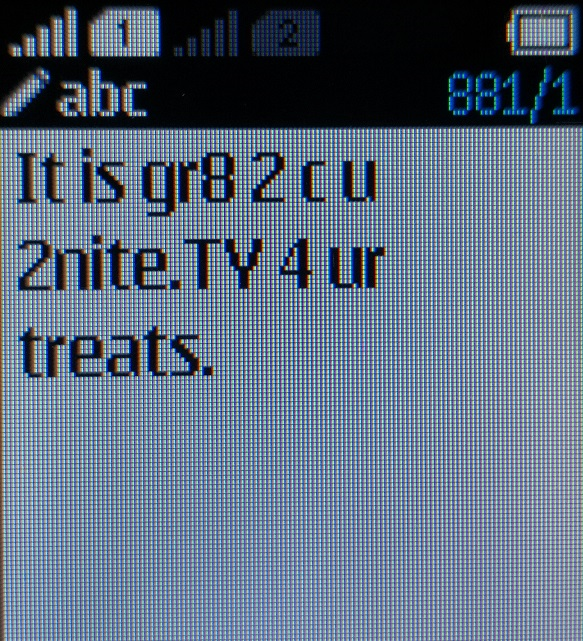
Langage SMS anglais. Traduction : It is great to see you tonight. Thank you for your treats.

Le langage SMS fait l'objet d'un certain engouement médiatique avec par exemple l'apparition de nombreux lexiques ou dictionnaires du langage SMS, voire de romans entièrement écrits dans ce langage.
Linguistes et sociologues s'intéressent également à la question, comme Jacques Anis, auteur d'un petit ouvrage intitulé Parlez-vous texto ?. Des chercheurs de l'Université catholique de Louvain ont de leur côté collecté un corpus de 75 000 SMS pour servir de base à leurs recherches et élargi cette collecte en mettant sur pied le projet international sms4science, qui a pour but de collecter des SMS dans le monde entier, pour la recherche scientifique. 
L'utilisation du langage SMS fait par ailleurs l'objet de critiques d'une partie des internautes. Ainsi, différents arguments appuient ou contestent son utilisation.

### Le langage SMS appauvrit-il la langue?
En 2011, l’Académie française lance la section « Dire, ne pas dire », en réaction aux usages toujours plus fréquents du langage SMS. L’objectif de l’Institution repose alors sur un désir toujours plus marqué de protéger la langue française, tout en l’enrichissant. Dès lors, une idée reçue sur le langage SMS occupe grand nombre de défenseurs de la langue, selon lesquels ce nouveau procédé d’expression conduirait à un appauvrissement linguistique. En effet, en recourant à de nombreuses simplifications des mots et des phrases, le scripteur ne maîtriserait plus les règles grammaticales (orthographe, syntaxe, etc.) de la langue. En parallèle, d’autres défenseurs accusent l’utilisation de mots argotiques, et en particulier le verlan, qui aurait, lui aussi, une influence néfaste sur la maîtrise de la langue.
Différents linguistes, tels que Combes, Van Dijk ou encore Fairon ont comparé l’usage standard de la langue avec le textisme. Les premiers résultats démontrent que l’écriture conventionnelle et le langage SMS possèderaient chacun leur propre registre de langue. En effet, le langage SMS est davantage utilisé lorsque le message s’adresse à une personne de la même tranche d’âge, plutôt qu’à un parent. Il s’agirait alors pour l’utilisateur de marquer son appartenance à un groupe social défini, sans négliger les autres types de sociolectes, ni même la norme écrite. Toutefois, et pour parvenir à effectuer une telle déviance par rapport aux standard, les linguistes s’accordent sur le fait qu’il est nécessaire de connaître les règles d’usage (ex. phonologie, morphologie et orthographe), de la langue. Il a, du reste, été démontré que les adolescents qui ont plus souvent recourt au langage SMS ont de meilleures performances grammaticales. À titre d’exemple, pour passer de « à demain » (forme standard) à « à 2m1 » (forme SMS), l’adolescent doit non seulement maîtriser la phonologie de la langue, mais il doit également connaître les équivalents scripturaux, puisque « de » devient « 2 ». Ce type d’écriture engendre un codage (de la part de celui qui écrit) et un décodage (de la part de celui qui lit). Enfin, la nécessité de communiquer le maximum d’informations en un minimum de mots demande un effort cognitif de la part du scripteur. Il doit synthétiser le plus possible son message, tout en gardant une cohérence syntaxique afin que le contenu soit correctement compris. Une fois encore, ces différents aspects impliquent de bonnes connaissances des normes standard afin qu’elles puissent être convenablement encodées.
En définitive, le langage SMS agirait comme un registre, n’ayant pas d’influence négative sur les normes grammaticales défendues par l’Académie française. Par son statut de sociolecte, il constitue un moyen de marquer son appartenance à un groupe social. De plus, les études démontrent que les utilisateurs de textisme sont conscients et capables d’adapter leur registre en fonction du contexte de communication. Plus encore, les derniers constats, en lien avec l’esprit de synthèse, démontreraient même un éventuel apport du langage SMS sur la langue française. En cela qu’il permet de cibler les éléments essentiels lors de la rédaction, mettant ainsi en évidence une bonne connaissance des principales règles d’usage.

### Usage scolaire
Certains professeurs[Qui ?] se plaignent qu'il est devenu courant de trouver des copies de lycéens partiellement rédigées en langage SMS, mais cela reste tout de même une pratique assez marginale. Même si la baisse du niveau d'orthographe est dénoncée, l'utilisation excessive du langage SMS par les lycéens n'en est pas forcément responsable.[réf. nécessaire]
En fait, le langage SMS a tout simplement fusionné avec le langage de prise de notes de cours rapide habituellement utilisé par les lycéens et étudiants (ce qui rapproche ce langage de l'usage de la sténographie ou la sténotypie). Les élèves mélangent donc les astuces du langage SMS (« inHeV » pour « inachevé ») avec certaines astuces réservées à la prise de notes manuscrites ; le langage de prise de notes utilise par exemple un « t » en exposant pour les adverbes : « fermement » se note « fermet », ce qui n'est pas possible avec les caractères disponibles pour rédiger les SMS. On ne peut en déduire des copies rédigées en langage SMS que les élèves sont incapables d'écrire en langage correct, car le plus souvent, cette méthode est utilisée en devoir surveillé, pour recopier des parties importantes déjà rédigées au brouillon (pour les dissertations dans les classes françaises, la conclusion compte beaucoup plus pour l'évaluation que la partie centrale, et la méthode recommandée est de la rédiger au brouillon avant d'écrire la partie centrale ; il est donc très pénalisant pour un élève de ne pas recopier la conclusion parce qu'il a trop travaillé sur la partie centrale).

### Usage littéraire
La fondation d'entreprise Bouygues Telecom a organisé en 2008, un concours « Premier roman SMS » primant une « œuvre de fiction inédite, écrite en langue française, et dont le langage SMS et des messageries instantanées constitue un élément déterminant de la trame narrative ». Sur le modèle du roman épistolaire, on trouve en effet aujourd'hui des romans dont la narration est constituée d'échanges de SMS, tels que les romans jeunesse de la série Ping Pong écrite par Amy Lachapelle et Richard Petit[Lequel ?], publiée aux Éditions Z'ailées. L'utilisation du langage SMS devient un élément de réalisme.

## La sémantique delol
lol, acronyme de l'expression anglaise laughing out loud (l'équivalent en français de « rire aux éclats » ou encore « rire à gorge déployée » ou, littéralement, « rire à haute voix »), est une interjection destinée à marquer le rire et l'amusement de son utilisateur. Il peut être remplacé par « je trouve cela drôle » ou « comme tu es amusant », par mdr signifiant « mort de rire » ou par ptdr signifiant « à péter de rire ». Il peut être utilisé simplement pour souligner un fait cocasse, sans que cela ne fasse réellement rire.